# Acidopsinae
Acidopsinae is een onderfamilie van kreeftachtigen uit de klasse van de Malacostraca (hogere kreeftachtigen).

## Geslachten
- Acidops Stimpson, 1871
- Crinitocinus Ng & Rahayu, 2014
- Parapilumnus Kossmann, 1877